# 昭和ブルース
「昭和ブルース」（しょうわブルース）は、俳優座が制作した1969年の映画『若者はゆく -続若者たち-』の主題歌として制作された楽曲。1969年のオリジナル盤シングルは、ザ・ブルーベル・シンガーズが歌い、 日本グラモフォンからポリドール・レーベルで発売された。その後、1973年に放映が始まった刑事ドラマ『非情のライセンス』で、エンディング・テーマとして天知茂が歌うバージョンが用いられ、同じくポリドールからシングルが発売された。
「昭和」を題名に含んだ代表的な曲のひとつとされる。

## ザ・ブルーベル・シンガーズのオリジナル
映画『若者はゆく』は1969年5月に松竹が配給して公開され、その挿入歌であったこの曲のシングルは9月になってから発売された。
シングルのジャケット写真には、ザ・ブルーベル・シンガーズのメンバーではなく、映画『若者はゆく』に出演した佐藤オリエ、田中邦衛、山本圭、橋本功、松山省二（後の松山政路）の写真が用いられており、メンバーの写真は歌詞が記された裏面に配置されていた。
1969年10月のオリコンのトップ10では、7位に入った。累計売上は80万枚。

## 天知茂のバージョン
「昭和ブルース」を気に入っていたNETテレビ（テレビ朝日の前身）のプロデューサー片岡政義は、この曲をひとつのきっかけに刑事ドラマ『非情のライセンス』を着想した。
1973年4月に『非情のライセンス』の放映が始まり、主人公の会田刑事を演じた天知茂の歌うこの曲がエンディング・テーマとして評判を呼び、8月にシングルが発売された。
B面には、渡辺岳夫が作曲したインストトゥルメンタルである『非情のライセンス』のテーマ曲「非情のライセンス」が収録された。『非情のライセンス』が1980年の第3シリーズまで制作が続いたこともあって、シングルも複数回発売されており、B面に山田孝雄が作詞し、中山大三郎が作曲した「酒」を収録したバージョンもある。
天知の歌う「昭和ブルース」は、1975年7月までに売上が30万枚を突破した。
天知は、この曲の代表的な歌い手とされている。

## その他のカバー
この曲は、アルバム収録曲などとして、その他の歌手たちにもカバーされている。
加藤登紀子は、1969年のアルバム『ひとり寝の子守唄』にこの曲を収録した。
大信田礼子は、デビュー作となった1972年のアルバム『女はそれをがまんできない/ノックは無用』にこの曲を収録した。
フランク永井は、1976年の2枚組アルバム『Best Collection '75』にこの曲を収録しており、この音源は後年のコンピレーション・アルバムなどにも収録されている。
俳優の根津甚八は、1976年のアルバム『ゆきずり 根津甚八・男の哀歌』（後に『やすらぎ 根津甚八・男の哀歌.』と改題）にこの曲を収録した。
声優の大塚明夫は、ゲームソフト『メタルギアソリッド ピースウォーカー』に関連したアルバム『METAL GEAR SOLID PEACE WALKER 平和と和平のブルース』（2010年発売）にこの曲を収録した。